# AMEZARI -RED STARS-
AMEZARI -RED STARS-（アメザリレッドスターズ）は、スターダストプロモーション所属の男性アーティスト集団「恵比寿学園男子部(EBiDAN)」のOSAKA研究生から派生した5人組ダンス&ボーカルグループ。
通称AMEZARI／アメザリ。
三屋響、安藤夢叶、志音、橋本歩夢、石田ローウェン、佐々木頼忠、ジェイの7人で結成され、旧名「あめりかんザリガニ」からの改名やメンバーの脱退・活動休止・卒業を経て2021年6月30日に解散した。

## 沿革
2015年
- 8月25日：EBiDAN OSAKAのイベントにて「あめりかんザリガニ」として結成が発表される。

2016年
- 12月27日：初のワンマンライブを開催。ライブ中にAMEZARIへの改名を発表。

2017年
- 5月13日：1stアルバム「さらば、あめりかんザリガニ」を発売。
- 5月14日：Mt.RAINIER HALL SHIBUYA PLEASURE PLEASUREにてスタメンKiDSとの2マンライブ「スタメンKiDS ワンマン?! まだはやーい!! ～AMEZARIと初2マン!! ステージ①･② ～」を開催[3]。

2018年
- 7月15日：2ndアルバム「加速するBlazing World」を発売。

2019年
- 7月13日：3rdアルバム「君と7人で見た夢。」を発売。
- 8月29日：幕張メッセにて開催された「EBiDAN THE LIVE 2019」にオープニングアクトとして出演[4]。「青春Z」を披露する。

2020年
- 5月3日：Youtubeチャンネル「AMEZARI放送局」がオープン。オリジナル番組「AMEZAリズム」がスタートする。
- 5月25日：YouTubeにてメッセージソング「また会えるよ」を公開[5]。
- 7月5日：FM aiaiにて初の冠ラジオ番組「AMEZARI -RED STARS-のアクセル全開！AMEラジ!!」がスタート[6]。
- 7月25日：ツイキャスにて初の無観客有料配信ライブ「AMEZARI energy × energy LIVE 2020」を開催[7]。
- 9月20日：SUPERLIVE by OPENRECにて行われた配信ライブ「EBiDAN Smile Fes」内で同じEBiDAN研究生ユニットであるスタメンKiDSとのコラボ企画を発表する。
- 12月21日：同月31日付でジェイがグループを脱退し事務所を退所することを発表。
- 12月27日：EBiDAN Smile Fesにて発表されたスタメンKiDSとのコラボ企画のお披露目イベントとなる「AMEZARI×スタメンKiDS collaboration LIVE 2020!!〜let me Vol.1〜」を西武園競輪場サイクルシアターで開催。イベント内でコラボユニット名を「AME＊STA」と発表する。
- 2020年末には既に三屋響、安藤夢叶、橋本歩夢、石田ローウェンの実質4人体制での活動となっていた。

2021年
- 3月13日：海外移住のため、4月20日付で石田ローウェンがグループを卒業することを発表。4月20日以降は3人での活動となる。
- 5月24日：スタメンKiDSとのコラボユニット「AME＊STA」からミニアルバム「AME＊STA EP」が発売。3月下旬から5月までリリースイベントを実施(一部新型コロナウイルスによる緊急事態宣言の影響で中止/オンライン開催に変更)する。
- 6月11日：2021年6月30日をもってグループとしての活動に終止符を打つことを発表。同時に、6月26日にTAKARA OSAKAにて「AMEZARI LAST LIVE「Thanks！Thanks ！Thanks！」」を開催することを発表。
- 6月26日：「AMEZARI LAST LIVE「Thanks！Thanks！Thanks！」」開催。歴代衣装に身を包んだメンバーがパフォーマンスをする中、石田ローウェンがサプライズで登場し、1stアルバム収録曲「青春ベイビートゥラブ」でその活動に幕を閉じた。

## 解散時のメンバー
| 名前 （ふりがな）              | 生年月日（年齢）       | 出身地 | 人物 |
| ------------------------------ | ---------------------- | ------ | --- |
| 三屋響 （みつや ひびき）       | 2002年1月27日（23歳）  | 奈良県 | - リーダー。 - ポジション：ダンサー、ボーカル(一部楽曲) - 友人と梅田にボウリングをしに来ている際にスカウトされたことがきっかけでスターダストプロモーションに入所。 - ライブの際には「鹿との絆は誰にも負けません！」という挨拶を行うことが定番となっている。 |
| 安藤夢叶 （あんどう ゆうと）   | 2002年5月29日（23歳）  | 大阪府 | - ポジション：ダンスリーダー、ボーカルおよびラップ - 愛称は「あんでぃ」。 - 幼少期はドレッドヘアであった。 - りぷ、ふぁぼ、たぐという3匹の猫を飼っている。                                                                                                  |
| 志音 （しおん）                | 2002年6月4日（23歳）   | 大阪府 | - ポジション：メインボーカル - 主に中〜高音域を担当している。 - ライブの際には「『志』あわせな『音』楽を届ける志音です！」という挨拶を行うことが定番となっている。 - 2020年12月現在、大学受験のため活動休止中。                                             |
| 橋本歩夢 （はしもと あゆむ）   | 2003年11月27日（21歳） | 京都府 | - ポジション：メインボーカル - 主に低〜中音域を担当している。 - 数学が得意であり、数検2級を所持。 - ピアノ、ギター、ドラムの演奏が可能で、Instagramにその様子を載せることも少なくない。                                                                     |
| 佐々木頼忠 （ささき よりただ） | 2005年11月29日（19歳） | 兵庫県 | - ポジション:ダンサー、ボーカル(一部楽曲) - 愛称は「よりちゃん」。 - 好物は肉であり、誕生日が「いい肉の日」(11月29日)であることを度々話の種にしている。 |

### 過去のメンバー
| 名前 （ふりがな）                    | 生年月日（年齢）      | 出身地 | 人物 |
| ------------------------------------ | --------------------- | ------ | --- |
| ジェイ （じぇい）                    | 2006年1月27日（19歳） | 兵庫県 | - ポジション:ダンサー、ボーカル(一部楽曲) - 「JJ」名義でダンサーとしても活動しており、国内各所や海外に遠征することも少なくない。 - 日本とアメリカのハーフであるが、英語を話すことは出来ない。 - HYBEの研修生グループ "Trainee A"に所属していたが解散、現在はJustin（ジャスティン）の名前でSMエンターテインメントのデビュープロジェクトチーム"SMTR25"に所属している。 |
| 石田ローウェン （いしだ ろーうぇん） | 2003年6月15日（22歳） | 大阪府 | - ポジション：ダンサー、ボーカル(一部楽曲) - 日本とカナダのハーフであり、幼少期はカナダに在住していた。 - 特技のひとつにアクロバットがあり、楽曲の中で披露することも少なくない。 - 弟の石田ノエルはEBiDAN OSAKAのメンバーであり、共に活動することも多い。 |